# 索朗特
索朗特（法語：Solente，法語發音：[sɔlɑ̃t]）是法国瓦兹省的一个市镇，位于该省东北部，属于贡比涅区。

## 地理
索朗特（49°41'56"N, 2°52'43"E）面积3.06 平方千米，位于法国上法蘭西大區瓦兹省，该省份为法国北部内陆省份，北起索姆省，西接厄尔省和滨海塞纳省，南至塞纳-马恩省和瓦兹河谷省，东临埃纳省。
与索朗特接壤的市镇（或旧市镇、城区）包括：博略莱方丹、奥尼奥勒、巴拉特尔、比亚尔、尚皮安、克雷西-奥芒库尔。

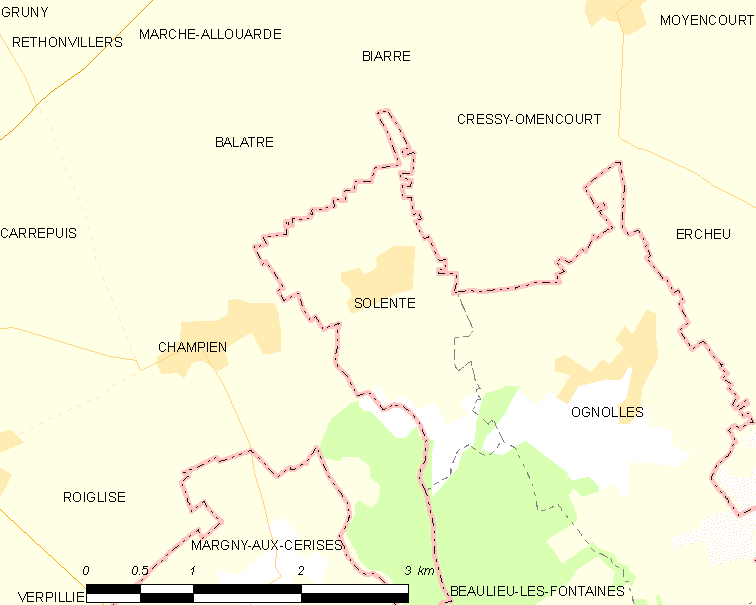
索朗特的OSM定位图

索朗特的时区为UTC+01:00、UTC+02:00（夏令时）。

## 行政
索朗特的邮政编码为60310，INSEE市镇编码为60621。

## 政治
索朗特所属的省级选区为图罗特县。

## 人口

1962-2008年间索朗特人口变化图示

索朗特于2022年1月1日时的人口数量为130人。